# Rod Hundley
Rodney Clark Hundley (né le 26 octobre 1934 à Charleston, Virginie-Occidentale, et mort le 27 mars 2015) est un joueur américain professionnel de basket-ball et commentateur à la télévision. La vie de Hundley tourne autour du basket-ball. Son amour et son talent pour le jeu lui amena beaucoup d'honneurs au lycée et à l'université. À l'université de Virginie-Occidentale, ses dribbles chaloupés et ses manœuvres diaboliques sur le parquet lui ont conféré le surnom de Hot Rod Hundley.
Natif de Charleston, Virginie-Occidentale, le talent de Hundley pour ce sport était évident dès sa jeunesse. Au lycée, il inscrivait 30 points par match, battant le record de points de l'État sur quatre ans en seulement trois années. Il fut nommé "high school All-American" et de nombreuses universités lui proposèrent d'intégrer leurs rangs.

## Carrière universitaire et professionnelle
Hundley joua pour WVU de 1954 à 1957. Les Mountaineers firent leur première apparition au tournoi final NCAA puis trois autres entre 1955 et 1957. Lors de son année junior, Hundley réalisa 26,6 points et 13,1 rebonds de moyenne par match. Il inscrivit plus de 40 points par match à six reprises, ce qui permit aux Mountaineers d'inscrire plus de 100 points dans neuf rencontres. Les Mountaineers furent classés numéro 20 du pays en 1955 et numéro 4 en 1956.
Hundley fut le 4e joueur de l'histoire de NCAA à inscrire plus de 2000 points lors de sa carrière. Il inscrivit 24,5 points par match en trois saisons et finit sa carrière universitaire avec 2180 points. Il fut à deux reprises dans la "first team All-American" et détient actuellement huit records de son école. En 1957, les Cincinnati Royals firent de Hundley leur premier choix de la draft 1957 et transférèrent immédiatement ses droits aux Minneapolis Lakers. Hundley joua pour les Lakers à Minneapolis et Los Angeles de 1957 à 1963, réalisant 8,4 points par match et totalisant plus de 1400 passes décisives. Il évolua aussi à deux reprises au NBA All-Star Game.

## Carrière de commentateur
Avant de devenir la voix du Jazz de La Nouvelle-Orléans en 1974, Hundley travailla quatre saisons pour les Suns de Phoenix. Il fut commentateur durant cinq ans for pour CBS, où il couvrit quatre All-Star Games et deux sur ABC Radio.
Hundley aura été la seule voix du Jazz jusqu'à la saison 2005-2006, quand Craig Bolerjack prit sa succession. Hot Rod continue à travailler à la radio comme voix du Jazz.
En 2000, Hundley fut diplômé de WVU with avec un diplôme en arts et sciences, 43 ans après avoir quitté son école pour jouer en NBA. En 1982, il a reçu la NCAA Silver Anniversary All-America Team pour services accomplis durant sa carrière, et en 1992, il fut intronisé au "WVU Sports Hall of Fame". Il reçut le NBA’s Distinguished Broadcaster award en 1994. En 2003, Hundley a obtenu le Curt Gowdy Media Award du Basketball Hall of Fame, le seul ancien joueur professionnel à recevoir cet honneur. En juin 2004, il fut intronisé au Utah Broadcast Hall of Fame. Il est l'auteur de "Hot Rod Hundley: The Man With A Lot to Smile About" et "You Gotta Love It Baby".

## Palmarès
- 2× NBA All-Star (1960–1961)
- Consensus first-team All-American (1957)
- Consensus second-team All-American (1956)
- Southern Conference Player of the Year (1957)

## Personnel
Durant l'intersaison, Hundley dirige des stages de basket-ball à travers tout le pays et travaille pour des œuvres caritatives dans la région de Salt Lake City. Auparavant, il accueillait le Hot Rod Hundley Celebrity Golf Tournament au bénéfice du "Salt Lake Shriner’s Hospital".
Hundley, qui vivait à Salt Lake City, Utah, a trois filles : Kimberly, Jacquie et Jennifer.